# Tunnel du Fréjus

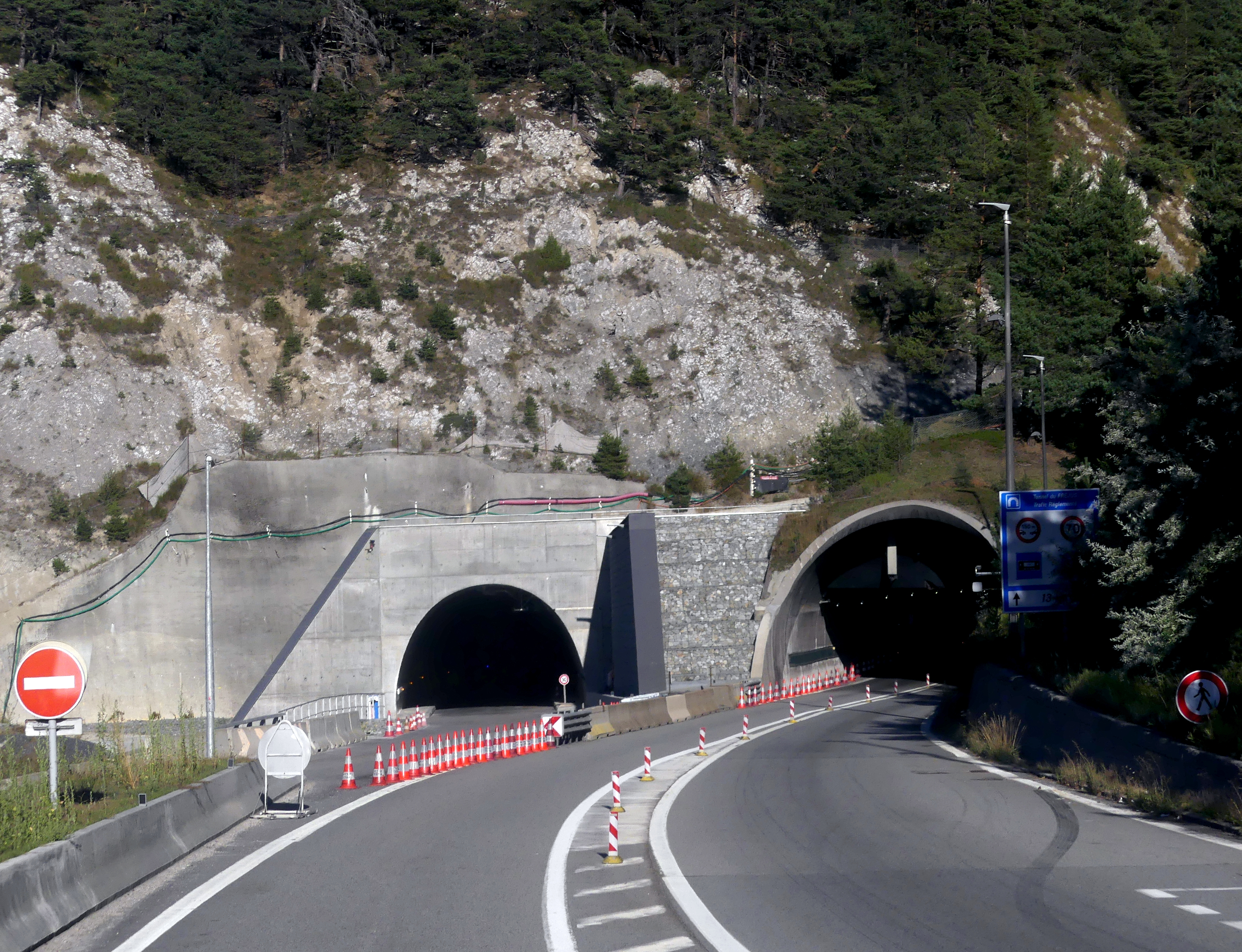
Wjazd do tunelu po stronie francuskiej (wrzesień 2024)

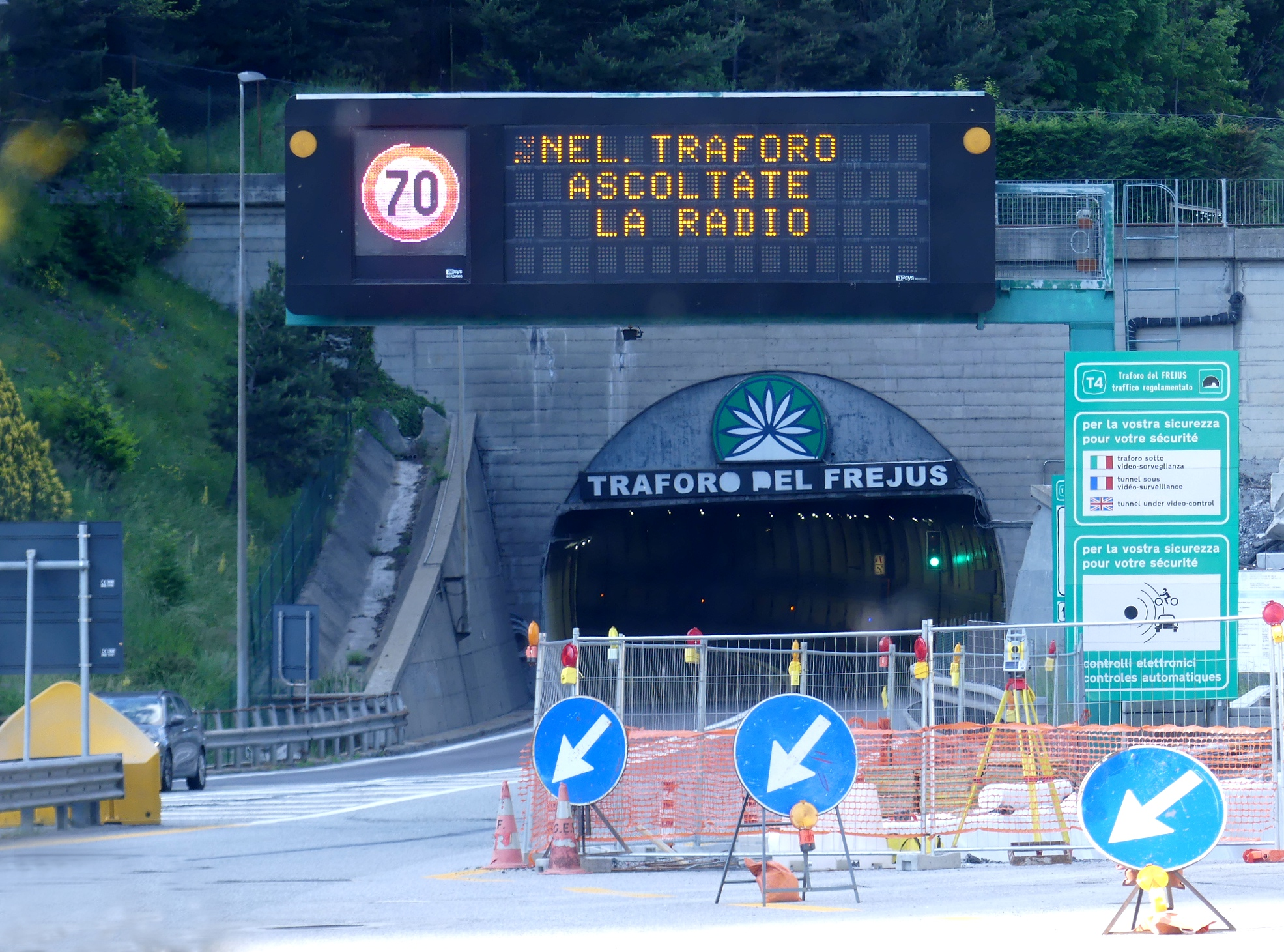
Wjazd do tunelu po włoskiej stronie (czerwiec 2023)

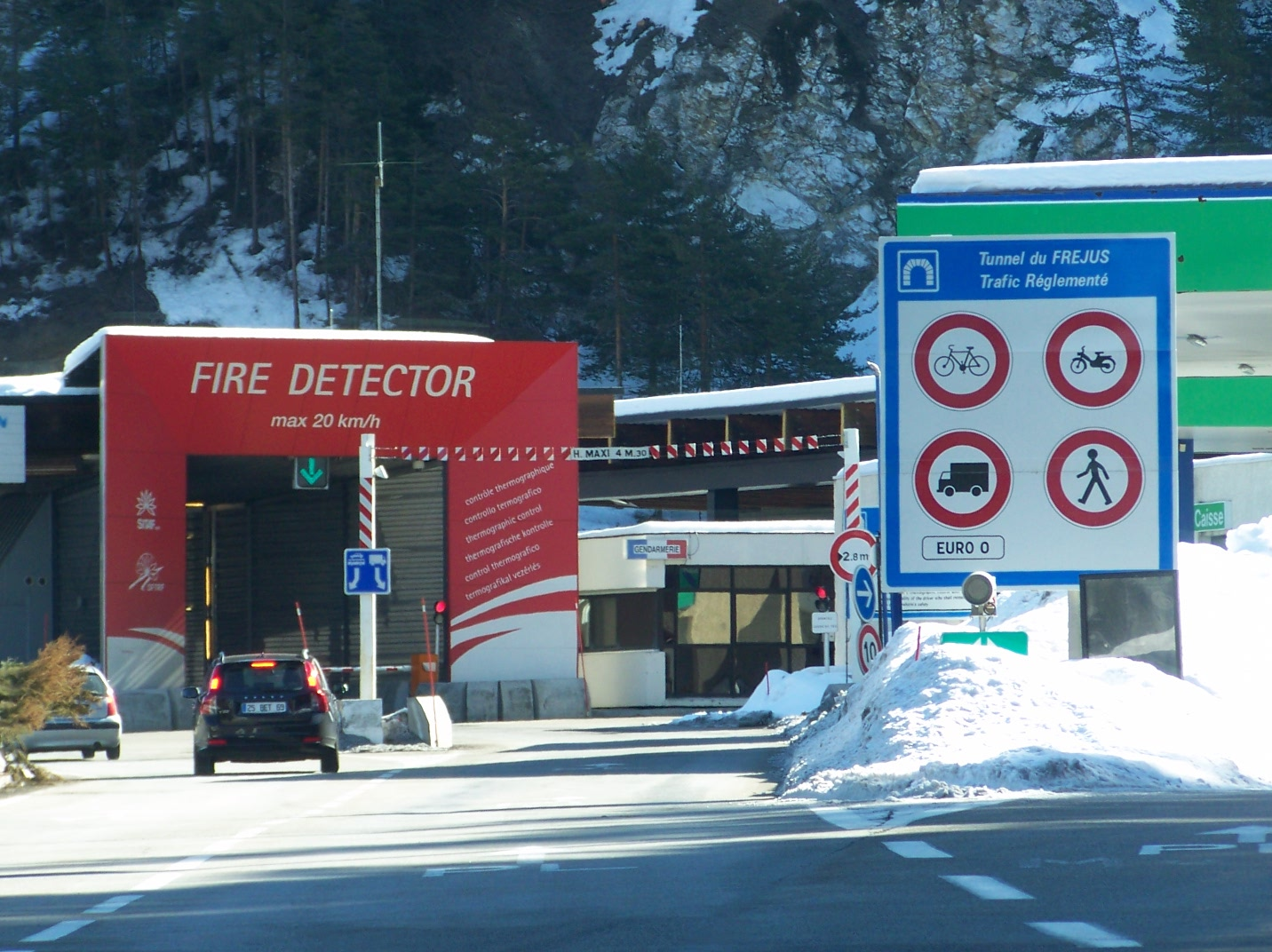
Dojazd od strony Francji. W tle widać „bramę termowizyjną”, monitorującą temperatury ciężarówek wjeżdżających do tunelu. (marzec 2009)

Tunnel du Fréjus – tunel drogowy łączący Modane we Francji z Bardonecchią we Włoszech (na trasie Lyon-Turyn) pod przełęczą Fréjus w Alpach Kotyjskich. Tunel ma niespełna 13 km (8 mil) długości.
Francusko-włoską umowę dotyczącą budowy tunelu podpisano w 1972 r. Przewidywała ona otwarcie tunelu w 1978 r. Ostatecznie budowę rozpoczęto w 1974 r., a w 1980 r. tunel został oddany do eksploatacji. Jest to jedna z głównych transalpejskich dróg transportowych pomiędzy Francją a Włochami, używana przez 80% ruchu na drogach. Tunel drogowy Fréjus jest zarządzany przez dwie publiczne spółki, każda z nich jest odpowiedzialna za swoją połowę tunelu:
- Strona francuska: SFTRF (Société française pour le tunnel routier du Fréjus)
- Strona włoska: SITAF (Società Italiana per il Traforo Autostradale del Frejus)

Wjazd do tunelu od francuskiej strony znajduje się na wysokości 1228 m n.p.m. koło Modane i dostępny jest z autostrady A43 biegnącej od miejscowości Chambéry. Wjazd od strony włoskiej leżący na wysokości 1298 m n.p.m., koło Bardonecchii, dostępny jest z autostrady A32, biegnącej od Turynu. Punkty poboru opłat znajdują się po francuskiej i włoskiej stronie. Tunel stanowi fragment trasy E70, a we włoskim systemie drogowym oznaczony jest znaczkiem T4 i stanowi element sieci autostrad tego kraju. Droga w tunelu jest jednojezdniowa, po jednym pasie ruchu w każdą stronę. W tunelu znajdują się 4 centrale, zapewniające jego wentylację: dwie przy jego wylotach oraz dwie w głębi (dysponujące własnymi szybami wentylacyjnymi).
W tunelu panują następujące zasady ruchu:
- prędkość minimalna – 50 km/h
- maksymalna dopuszczalna prędkość – 70 km/h
- minimalny dozwolony odstęp między pojazdami – 150 m

Najwyższym punktem ponad tunelem jest szczyt Pointe de Fréjus (2932 m n.p.m.).
Przez krótki czas w latach 80. tunel znajdował się w ciągu trasy E13.

## Bezpieczeństwo
W 2007 roku zbudowano równoległy tunel ratunkowy o szerokości 8 metrów.
W następstwie pożaru w tunelu Mont Blanc na początku 2000 roku znacznie polepszono stan bezpieczeństwa tunelu. Wprowadzono ograniczenie prędkości do 70 km/h oraz określono minimalny dopuszczalny odstęp między poprzedzającymi pojazdami (150 m). Zainstalowane zostały nowoczesne czujniki dymu oraz płomieni, a także nowy system kamer rejestrujących prędkość w tunelu oraz ogień i dym. Dodatkowo zostały umieszczone w krótkich od siebie odstępach czujniki temperatury, na bieżąco monitorowane. Na całej długości tunelu, co 130 m rozmieszczone są hydranty przeciwpożarowe, zasilane z olbrzymich zbiorników wodnych. W tunelu dostępnych jest 11 wyjść bezpieczeństwa, wyposażonych w telefony połączone z centrum kontroli oraz osobne wyciągi wentylacyjne zaopatrujące świeże powietrze. Wyjścia te są oddzielone od głównej tuby poprzez dwie pary drzwi przeciwpożarowych, zewnętrzne drzwi automatycznie zamykają się przy określonej temperaturze w tunelu. Przy obydwu wjazdach do tunelu znajdują się specjalne „bramy” monitorujące, czy nie nadjeżdża pojazd ze zbyt wysoką temperaturą.
Pomimo tych środków, 4 czerwca 2005 roku w tunelu doszło do pożaru, który spowodował śmierć dwóch słowackich kierowców ciężarówek. Doprowadziło to do zamknięcia tunelu w celach naprawy aż do jego ponownego otwarcia 4 sierpnia tego samego roku.
W rejonie tunelu rozmieszczone są cztery brygady strażackie: po jednej przy obydwu wjazdach oraz dwie wewnątrz budowli, około 4 km od każdego z końców.

## Rozbudowa
W 2014 roku zakończono drążenie drugiej tuby. Oddanie do użytku ma nastąpić najwcześniej w 2019 roku, z jednopasową jezdnią w kierunku Francji. Po zakończeniu prac obie tuby mają obsługiwać ruch po jednym pasie jezdni w każdą stronę.